# Antonio Gritón
Antonio Rafael Ortiz Herrera (Ciudad de México, 1953-Ciudad de México, 5 de diciembre de 2024), conocido como Antonio Gritón, fue un artista plástico y muralista mexicano. Su obra abarcó pintura, muralismo, instalación y arte público, con un marcado compromiso hacia temas sociales y políticos.

## Formación y carrera artística
Antonio Gritón comenzó su carrera artística en los años 70, inicialmente influido por el expresionismo abstracto estadounidense. A lo largo de su trayectoria, transitó por diversas corrientes artísticas, como la figuración y el naïf, y regresó eventualmente al abstraccionismo con influencias de la corriente alemana. Estudió en la Escuela Nacional de Artes Plásticas bajo la tutela de Luis Nishizawa, aunque gran parte de su formación fue autodidacta.

## Obras y proyectos destacados
Entre sus obras más conocidas se encuentra el mural de 250 metros cuadrados en Londres, que celebra la comunidad y la naturaleza en un espacio urbano combativo y multicultural. Además, presentó exposiciones como "Caligrafías…Mensaje" en Espacio Arte Acción, una exploración abstracta de símbolos y mensajes inspirados en otras civilizaciones y en la cosmogonía.
En el 2013, Gritón exhibió el Diccionario Visual Náhuatl: Serpiente de Metal en el Museo Nacional de los Ferrocarriles Mexicanos en Puebla, una serie de 55 lienzos coloridos que buscaban la difusión y la inclusión del idioma náhuatl en la vida de los mexicanos.

## Activismo y proyectos culturales
Además de su obra artística, Gritón fue un activo promotor cultural. Fue fundador de varios proyectos autogestivos, como la revista Réplica21 y el Museo Público de Arte Contemporáneo de Tlalpan. Su compromiso con el arte como herramienta de cambio social se reflejaba en proyectos como "Antena para Cambiar al Mundo desde la Complejidad", una instalación en el Centro de Ciencias de la Complejidad de la Universidad Nacional Autónoma de México.

## Estilo y técnica
El trabajo de Gritón se caracterizó por su estilo vibrante y colorido, y su capacidad para integrar elementos de la vida cotidiana y popular en sus piezas, creando un diálogo entre lo fantástico y lo real. Sus obras abstractas, como las presentadas en la exposición "Nuevas Pinturas", se realizaron in situ con modelos desnudos, lo que permitía un proceso creativo altamente intuitivo y orgánico.

## Exposiciones internacionales
Gritón había llevado su obra a diversos países, participando en exposiciones y bienales en México, Italia, España y Canadá. En el 2021, realizó un destacado mural en Londres por invitación de la Somers Gallery y la UK Mexican Arts Society, con apoyo de la Secretaría de Cultura del gobierno de México.